# Porešín
Porešín je malá vesnice, část obce Petrovice v okrese Příbram ve Středočeském kraji. Nachází se asi 2,5 kilometru jihovýchodně od Petrovic. Porešín je chráněn jako vesnická památková zóna. Porešín (dříve Ratiboř I) je také název katastrálního území o rozloze 2,06 km².

## Historie
První písemná zmínka o vesnici pochází z roku 1488.

## Obyvatelstvo
| Rok            | 1869 | 1880 | 1890 | 1900 | 1910 | 1921 | 1930 | 1950 | 1961 | 1970 | 1980 | 1991 | 2001 | 2011 | 2021 |
| -------------- | ---- | ---- | ---- | ---- | ---- | ---- | ---- | ---- | ---- | ---- | ---- | ---- | ---- | ---- | ---- |
| Počet obyvatel | 92   | 99   | 104  | 88   | 83   | 78   | 68   | 59   | 45   | 27   | 19   | 13   | 14   | 7    | 13   |
| Počet domů     | 12   | 14   | 13   | 13   | 13   | 13   | 13   | 13   | 13   | 8    | 8    | 6    | 7    | 9    | 10   |

## Obecní správa
Při sčítání lidu v letech 1850–1889 Porešín byl osadou obce Obděnice v okrese Sedlčany. V letech 1890–1920 byl samostatnou obcí v okrese Milevsko. V letech 1921–1954 byl osadou obce Ratiboř v okrese Milevsko. V letech 1954–1960 byl osadou obce Kojetín, se kterým patřil nejprve do okresu Milevsko, ale od roku 1960 v okrese Příbram. Od 1. července 1960 je částí obce Petrovice v okrese Příbram. V letech 1890–1920 k obci patřily Ratiboř a Ratibořec.

## Pamětihodnosti
- Ve vesnici se na návsi nachází kaple se zvoničkou, která má nad vchodem dataci 1889.[8] Vedle kaple je umístěný drobný kříž na kamenném soklu.
- U komunikace do vesnice se nachází kamenný kříž. Na jeho spodním podstavci je datace 1904.
- U bývalé cesty z Porešína na Obděnice se nachází Šimákova kaple z roku 1874.[8]
- Venkovská usedlost čp. 3 je vedená v Seznamu kulturních památek v Petrovicích (okres Příbram).

## Pověst
Pověst se vztahuje ke kapli u cesty do Obděnic. V Obděnicích se u Kašparů slavily křtiny. Za účasti velkého množství příbuzenstva čas rychle utíkal. Nejvíc děťátko chovala bezdětná sestra pana Kašpara. Když nastal soumrak, nedala se přemluvit, aby přespala u nich. Rozhodla se vydat na zpáteční cestu do Porešína. Její bratr se rozhodl, že ji část cesty vyprovodí, aby nešla sama. Šli po sněhem zaváté cestě, hvězdy svítily na cestu. Když došli k Šimákově kapličce, všimli si, že tam u ní ve sněhu klečí neznámá, bosá, chatrně oblečená žena a modlí se. Slušně pozdravili, odpovědi nedostali. Přidali do kroku. Když se později pan Kašpar vracel tou samou cestou zpět domů, nikdo už u kaple nebyl. Ani ve sněhu nebyly žádné šlépěje, krom jejich.

## Galerie

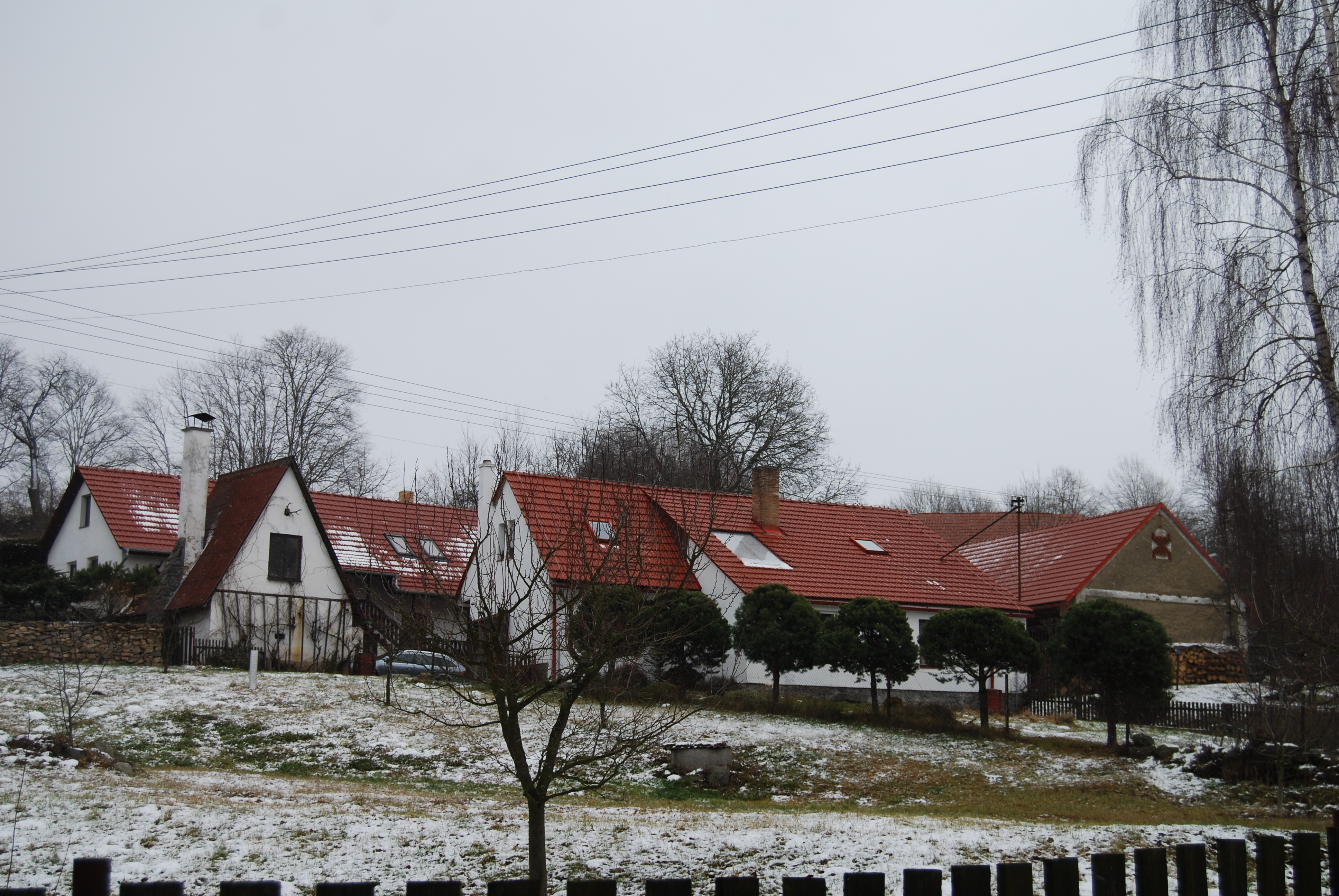
Část vesnice
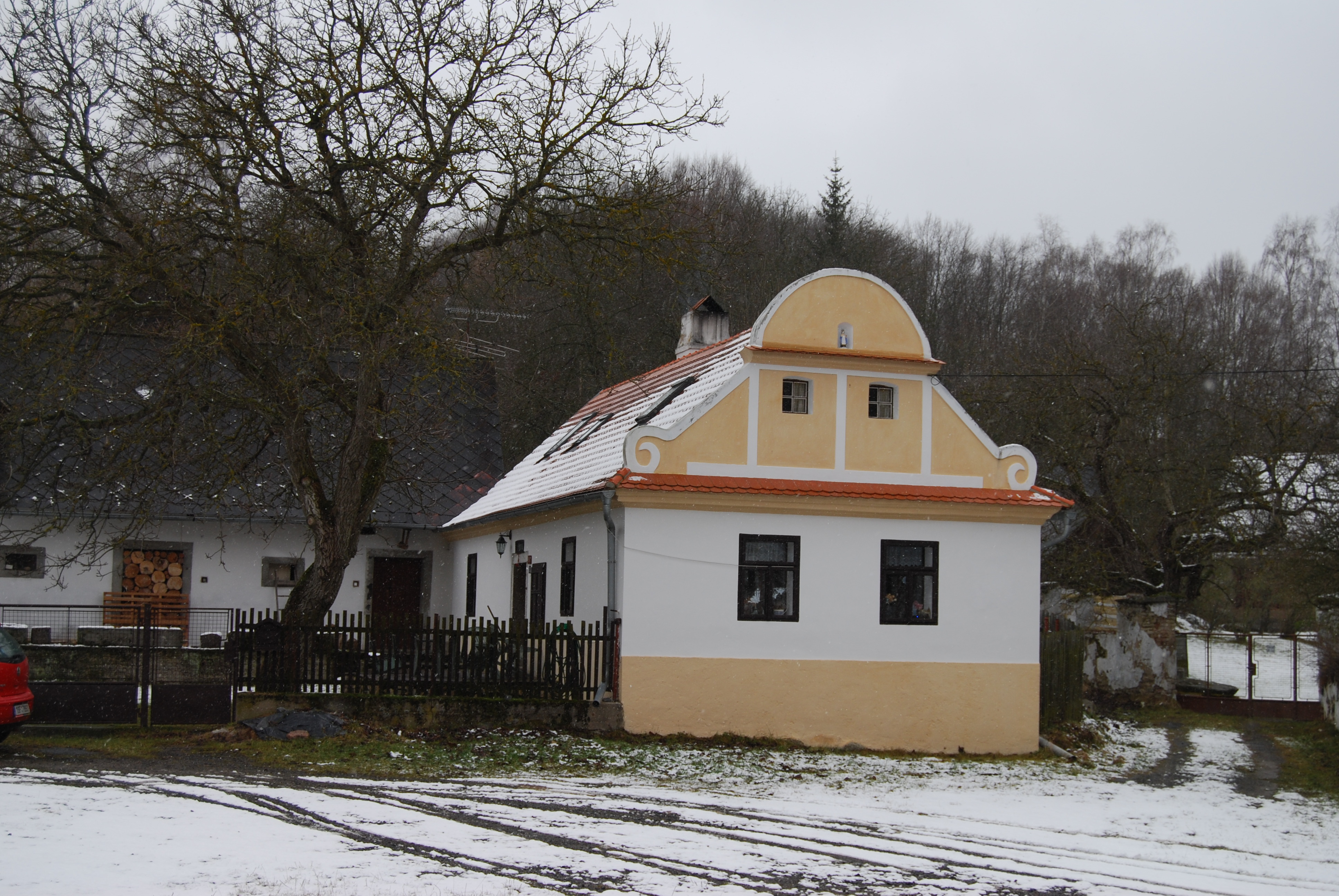
Zděná usedlost
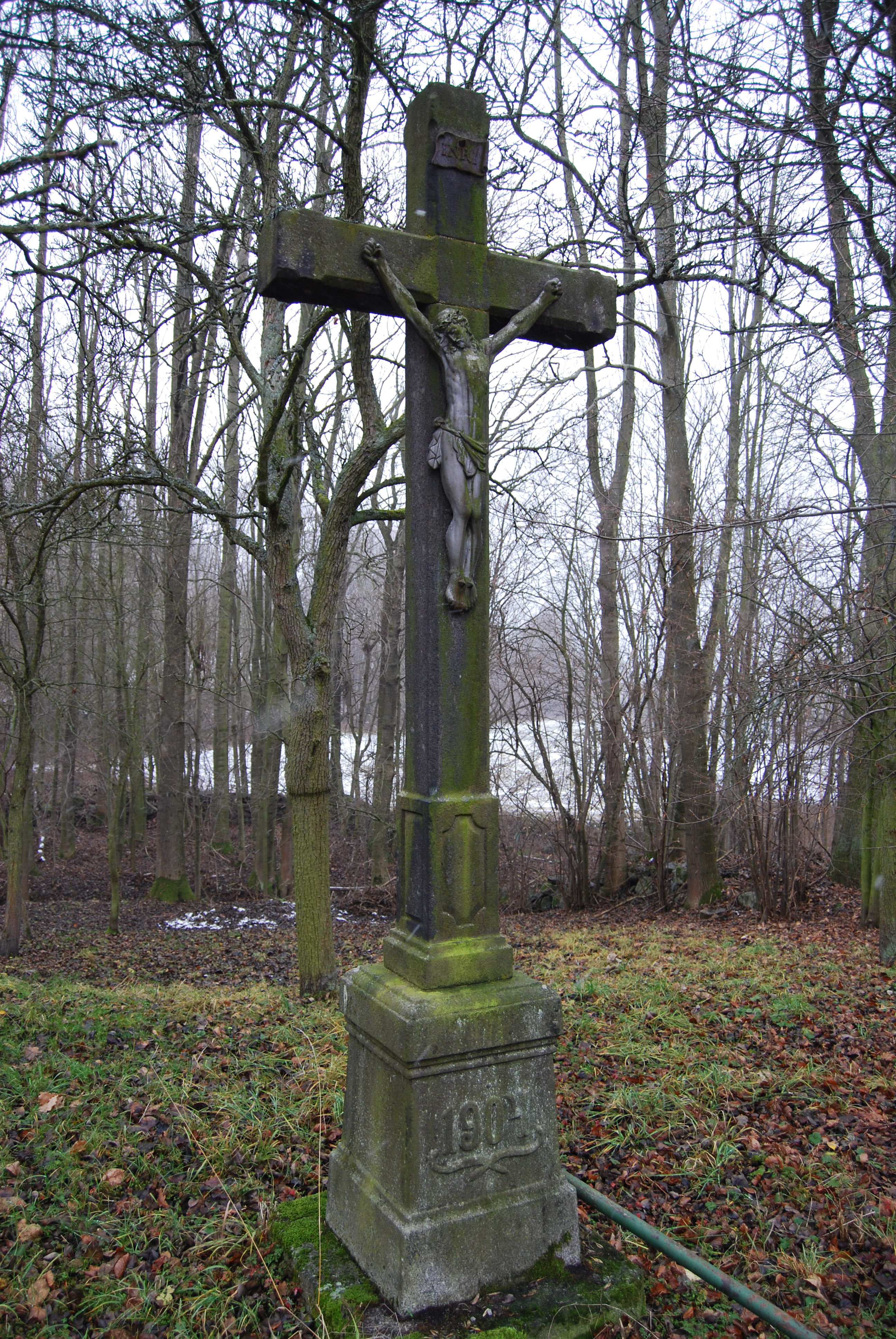
Kříž u cesty z roku 1904
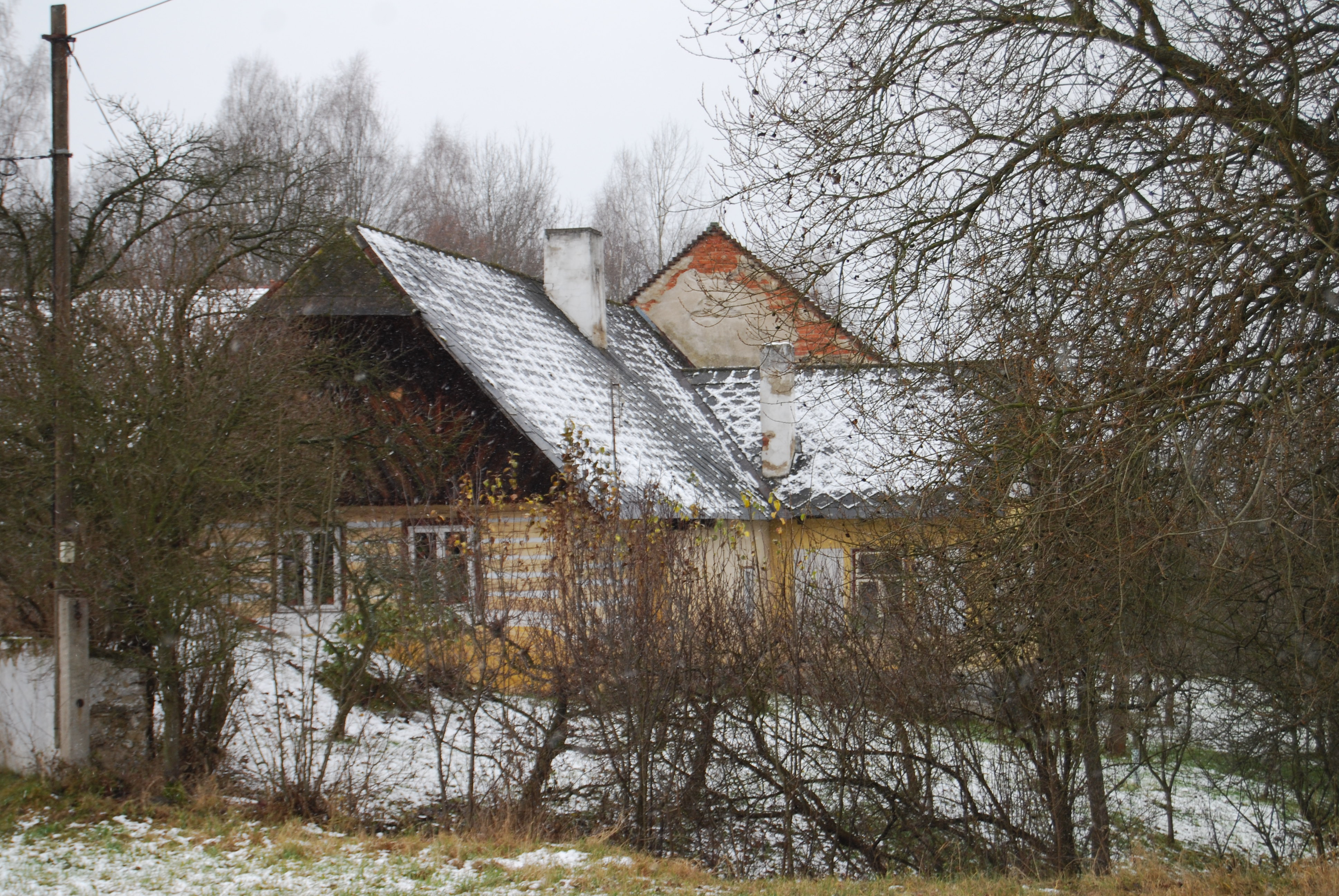
Roubená usedlost
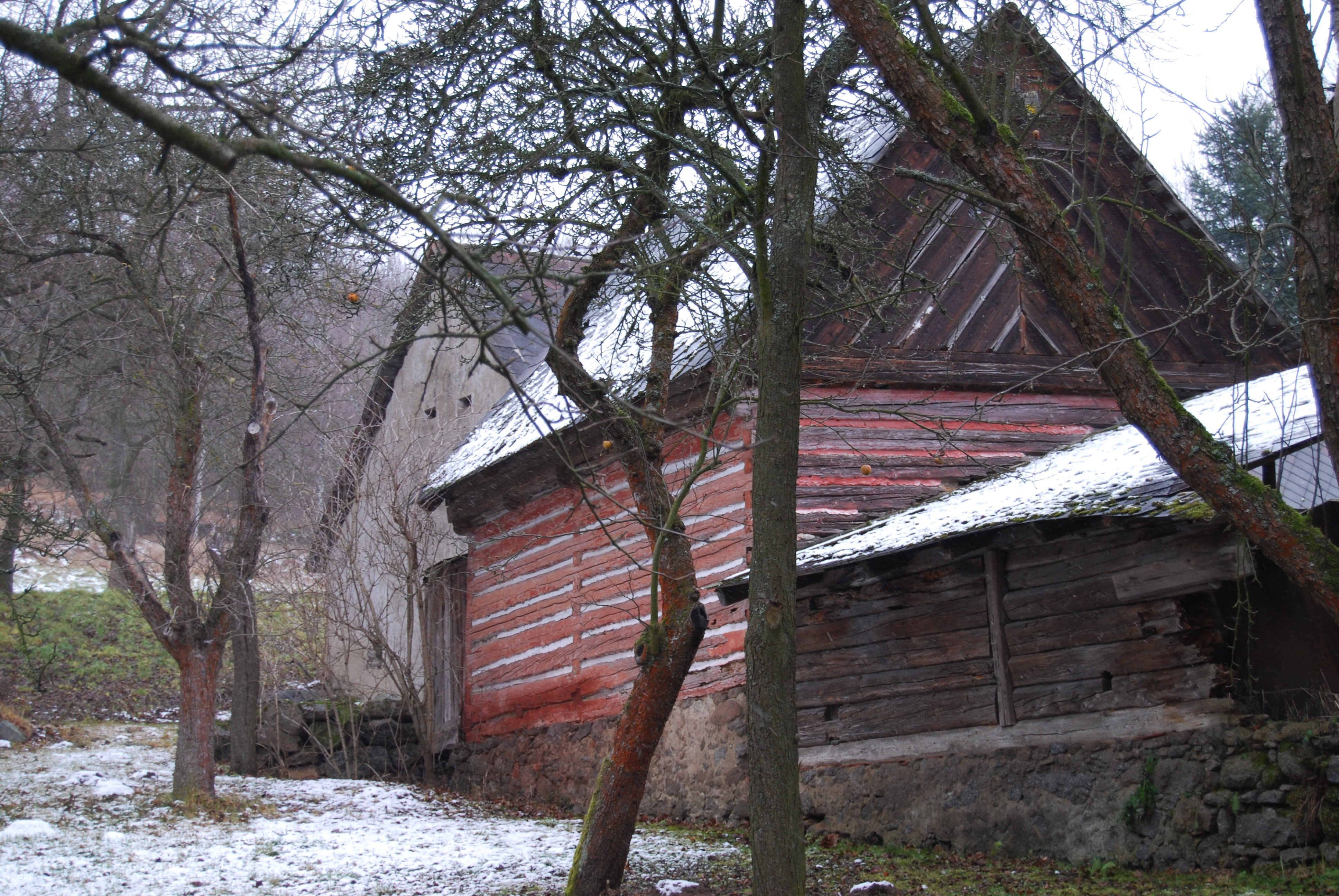
Usedlost ve vsi